# 1410 az irodalomban
Az 1410. év az irodalomban.

## Születések
- 1410 – Martin le Franc francia költő († 1461 körül)[1]

## Halálozások
- 1410 körül – Jean Froissart középkori francia történetíró (*  1337 körül)[2]